# Charles ab der Halden
Œuvres principales
Nouvelles études de littérature canadienne-française
Charles ab der Halden (1873-1962) est un critique français et auteur de manuels scolaires.

## Biographie
Né le 18 juin 1873 à Roubaix, son père est ingénieur-chimiste mais meurt en 1876, celui-ci possédait avec ses deux cousins une filature de soie à La Croix-aux-Mines. il fait ses études à Paris, où il obtient une licence de lettres en 1896 et une licence en droit en 1897. De 1897 à 1901, il est interrogateur à l'école Jean-Baptiste-Say puis professeur suppléant de 1901 à 1902.
Il se marie le 27 août 1901 avec Isabelle de Pâris (1874-1955) avec laquelle il aura cinq enfants.
En 1910, il est nommé directeur de l'École normale d'Alger. Il restera en Algérie jusqu'en 1920, date à laquelle il rentre en France et devient inspecteur de l'enseignement primaire de la Seine. Il publie des manuels scolaires et devient inspecteur général de l'Instruction publique. Ab der Halden était le premier président de la Société des amis du musée de La Poste (SAMP), il était également membre de l’Académie de philatélie et spécialiste de l’histoire postale de l’Algérie. Il fit partie du premier jury du Prix Jeunesse des éditions Bourrelier. Il meurt à Sceaux le 21 mai 1962.

## Un critique influent
Charles ab der Halden n'est pas étranger à la littérature, ayant lui-même publié un recueil de poèmes intitulé La Veillée des armes en 1899, chez l'un des plus grands éditeurs de poésie de l'époque.
En 1898, ayant été vivement impressionné par la lecture de La légende d'un peuple, de Louis Fréchette, il entame avec ce dernier une correspondance qui durera dix ans. Il entretient une correspondance suivie avec plusieurs auteurs et critiques du Québec. Cette littérature naissante devient sa spécialité. D'ascendance alsacienne, ab der Halden était en effet bien placé pour comprendre la situation particulière du Québec : « Quand on entretient de la province de Québec un public français, il pense à ce pays un peu comme à l'Alsace. Il croirait volontiers qu'il existe au bord du Saint-Laurent un peuple qu'on opprime et qui souffre pour sa langue et pour sa foi. [...] Moins simple est la réalité. »
Il donne des conférences sur les écrivains canadiens-français et publie des critiques qu'il réunira dans le recueil Études de littérature canadienne-française (1904), longuement préfacé par le conseiller d’État Louis Herbette, ami de Fréchette, puis dans Nouvelles études de littérature canadienne-française (1907). Dans ce dernier ouvrage, il reprend en préface une longue lettre écrite à Louvigny de Montigny au sujet de la piètre protection des droits d'auteur étrangers au Canada, qu'il aidera à corriger.
Les poètes et écrivains du Québec sont pour la plupart étonnés et ravis de voir un critique parisien s'intéresser à eux et lui font parvenir leurs publications dans l'espoir qu'il en rendra compte. Le personnage reste cependant mystérieux, car il n'est jamais allé en Amérique et son nom —d'origine suisse-allemande— laissait croire à certains qu'il serait arabe : encore en 1933, Claude-Henri Grignon le mentionne comme « l'arabe ab der Halden » .
Selon l'universitaire canadien David Hayne, Charles ab der Halden est « le critique français qui a le plus accompli pour faire connaître la littérature québécoise en France. » Le spécialiste de Nelligan, Paul Wyczynski, lui donne le crédit d'avoir très tôt reconnu l'importance du jeune poète et d'avoir présenté son œuvre au public français « avec une telle justesse que son commentaire allait pour une trentaine d'années constituer, avec celui de Louis Dantin, la meilleure introduction à la poésie de Nelligan. » Le critique français avait en effet conclu son étude sur Nelligan en écrivant : « On peut se demander si jamais un poète canadien avait, avant Nelligan, créé une image. Ce n'est que par la brièveté de son souffle et l'inégalité de son inspiration qu'on devine l'écolier et l'enfant. Mais cet enfant avait du génie. C'est la seule fois [...] que nous avons employé ce mot en parlant d'un écrivain canadien. »
 

Entre 1906 et 1907, il polémique avec Jules Fournier sur la question de savoir si la littérature canadienne-française existe réellement. Jules Fournier avait en effet écrit dans son article intitulé « Comme préface » : « La littérature dépend absolument de la critique. Là où il n'existe pas une véritable critique, vous chercherez en vain une littérature. Cela explique qu'il n'y ait pas de littérature canadienne-française. » À cela, ab der Halden oppose une longue réplique, affirmant essentiellement : 

« La littérature canadienne existe. Elle est encore frêle, elle a beaucoup à faire, elle n'a pas donné sa mesure, elle nous doit infiniment plus que ce qu'elle nous a donné jusqu'ici. Mais l'enfant est né, l'enfant est viable, et s'il meurt, c'est que vous l'aurez tué, vous, les parents. »

Cette polémique aidera à clarifier les enjeux dans la querelle du régionalisme au Québec qui opposera durant deux décennies les tenants d'une littérature du terroir à une littérature ouverte à tout type de sujet.

## Publications
- La Veillée des armes, Paris, Lemerre, 1899
- Études de littérature canadienne-française, Paris, Rudeval, 1904

- Prix Bordin de l’Académie française en 1905
- Nouvelles Études de littérature canadienne-française, Paris, Rudeval, 1907
- Les propos de M. Boneuil, Paris, Librairie Armand Colin, 1913
- Leçons de droit privé et d'économie politique, Paris, Armand Colin, 1922
- Leçons de morale, Paris, Armand Colin, 1922 (dernière édition en 1938)[14]
- La Chaumine : Lectures suivies, Paris, Éditions Bourrelier, 1932
- Fauvette et ses frères : Lectures suivies, Paris, Éditions Bourrelier
- Hors du nid : Lectures suivies, Paris, Éditions Bourrelier, 1934 (réédité en 1950)[15]
- Leçons de droit privé, public et commercial, Paris, Armand Colin, 1941

## Distinctions
- Officier de la Légion d'honneur, 1932

## Sources
- Marie-Andrée Beaudet, Charles ab der Halden : Portrait d'un inconnu, Montréal, L'Hexagone, 1992, 234 p. (ISBN 978-2-89006-461-4)
- Annette Hayward, La querelle du régionalisme au Québec (1904-1931) : Vers l’autonomisation de la littérature québécoise, Ottawa, Le Nordir, 2006, 622 p. (ISBN 978-2-89531-049-5, lire en ligne)

- Ressource relative à la littérature :   - Académie française (lauréats)
- Notices d'autorité :   - VIAF
  - ISNI
  - BnF (données)
  - IdRef
  - LCCN
  - GND
  - Italie
  - CiNii
  - Pays-Bas
  - NUKAT
  - Tchéquie
  - Portugal
  - WorldCat